# Frank T. Bow

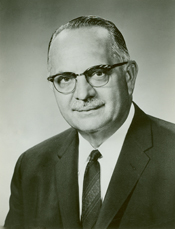
Frank T. Bow

Frank Townsend Bow (* 20. Februar 1901 in Canton, Ohio; † 13. November 1972 in Bethesda, Maryland) war ein US-amerikanischer Politiker. Zwischen 1951 und 1972 vertrat er den Bundesstaat Ohio im US-Repräsentantenhaus.

## Werdegang
Frank Bow besuchte die öffentlichen Schulen seiner Heimat, die University School in Cleveland und die Culver Military Academy in Indiana. Nach einem anschließenden Jurastudium an der Ohio Northern University in Ada und seiner 1921 erfolgten Zulassung als Rechtsanwalt begann er ab 1923 in Canton in diesem Beruf zu arbeiten. Zwischen 1921 und 1923 studierte er noch an der Columbia University in New York City. Zwischen 1929 und 1932 war Bow stellvertretender Attorney General von Ohio. Während des Zweiten Weltkrieges war er Nachrichtenredakteur eines Radiosenders in Canton und im Jahr 1945 wurde er Kriegsberichterstatter bei einer Division aus Ohio auf den Philippinen. Von 1947 bis 1949 war er Berater zweier Kongressunterausschüsse. Danach gehörte er bis 1951 zu den Rechtsberatern von US-Senator Andrew Schoeppel. Politisch war er Mitglied der Republikanischen Partei.
Bei den Kongresswahlen des Jahres 1950 wurde Bow im 16. Wahlbezirk von Ohio in das US-Repräsentantenhaus in Washington, D.C. gewählt, wo er am 3. Januar 1951 die Nachfolge des Demokraten John McSweeney antrat. Nach zehn Wiederwahlen konnte er bis zu seinem Tod am 13. November 1972 im Kongress verbleiben. In seine Zeit im Kongress fielen der Kalte Krieg, der Koreakrieg und innenpolitisch die Bürgerrechtsbewegung sowie der Vietnamkrieg. Bow war eng mit Präsident Dwight D. Eisenhower befreundet und setzte sich für Steuerreformen ein. Er wurde in Canton beigesetzt.